# Skarptjärnen (Orsa socken, Dalarna, 681863-145856)
Skarptjärnen är en sjö i Orsa kommun i Dalarna och ingår i Dalälvens huvudavrinningsområde.